# Premio Malaparte
Der Premie Malaparte, benannt nach dem italienischen Schriftsteller Curzio Malaparte (1898–1957), ist ein italienischer Literaturpreis für internationale Schriftsteller, der von 1983 bis 1998 vergeben wurde und 2012 wiederbelebt wurde.
Der Preis wurde 1983 von dem Schriftsteller Alberto Moravia und der Kulturförderin Graziella Lonardi Buontempo ins Leben gerufen. Organisatorisch unterstützt wurde der auf Capri vergebene Preis durch den Verein Amici di Capri („Freunde von Capri“), benannt wurde er nach dem zeitweise auf Capri lebenden Schriftsteller Curzio Malaparte. Der ursprüngliche Preis wurde von 1983 an jährlich vergeben, 1996 und 1997 ausgesetzt und nach einer vorerst letzten Vergabe 1998 zunächst nicht weitergeführt. Erst auf Betreiben von Gabrielle Buontempo, Generalsekretärin der Kulturstiftung Incontri Internazionali d‘Arte, wurde der Preis 2012 wieder ins Leben gerufen und wird seitdem erneut jährlich vergeben. Finanzielle Unterstützung erfährt der Preis seitdem von der Ferrarelle Società Benefit, einem Mineralwasserunternehmen. Für die Agenzia Nazionale Stampa Associata (ANSA) war der Preis 2023 „einer der renommiertesten italienischen Literaturpreise für internationale Schriftsteller“.
Unter den Preisträgern befinden sich zahlreiche international bedeutsame Autoren, darunter die Literaturnobelpreisträger Saul Bellow, Nadine Gordimer und Han Kang. 1990 – kurz nach der Samtenen Revolution im Herbst 1989 – ging der Preis an den tschechoslowakischen Regimekritiker, Schriftsteller und Staatsmann Václav Havel, was damals Die Zeit als „Heimkehr nach Europa“ wohlwollend beurteilte. Neben dem eigentlichen Preis vergibt die Jury unregelmäßig auch menzione speciale per meriti letterari, in Deutsch etwa „besondere Erwähnungen für literarische Verdienste“.

## Preisträger
Die folgende Auflistung aller Preisträger des Premio Malaparte richtet sich – soweit nicht anders angegeben – nach den Angaben auf der Website des Preises:
- 1983: Anthony Burgess (Vereinigtes Königreich)
- 1984: Saul Bellow (Vereinigte Staaten)
- 1985: Nadine Gordimer (Südafrika)
- 1986: Manuel Puig (Argentinien)
- 1987: John le Carré (Vereinigtes Königreich)
- 1988: Fasil Abdulowitsch Iskander (Sowjetunion)
- 1989: Zhang Jie (VR China)[1]
- 1990: Václav Havel (Tschechoslowakei)
- 1991: Predrag Matvejević (Kroatien)
- 1992: Susan Sontag (Vereinigte Staaten)
- 1993: Michel Tournier (Frankreich)
- 1994: Breyten Breytenbach (Südafrika)
- 1995: A. S. Byatt (Vereinigtes Königreich)
- 1996–1997: keine Vergabe
- 1998: Isabel Allende (Chile)
- 1999–2011: keine Vergabe
- 2012: Emmanuel Carrère (Frankreich)
- 2013: Julian Barnes (Vereinigtes Königreich)
- 2014: Donna Tartt (Vereinigte Staaten)
- 2015: Karl Ove Knausgård (Norwegen)
- 2016: Elizabeth Strout (Vereinigte Staaten)
- 2017: Han Kang (Südkorea)
- 2018: Richard Ford (Vereinigte Staaten)
- 2019: Colm Tóibín (Irland)
- 2020: Amin Maalouf (Libanon / Frankreich)
- 2021: Yasmina Reza (Frankreich)
- 2022: Daniel Mendelsohn (Vereinigte Staaten)
- 2023: Benjamín Labatut (Chile)[3]
- 2024: Rachel Cusk (Vereinigtes Königreich)[5]